# Tataremossen
Tataremossen är ett naturreservat i Ydre kommun i Östergötlands län.
Området är naturskyddat sedan 1996 och är 20 hektar stort. Reservatet omfattar mossen med detta namn och Tataregölen i norr.  Reservatet består av tallbevuxen mosse och sumpskog i söder. 